# Ефраїн Санчес
Ефраїн Санчес (ісп. Efraín Sánchez, 27 лютого 1926, Барранкілья — 16 січня 2020, Богота) — колумбійський футболіст, що грав на позиції воротаря. По завершенні ігрової кар'єри — тренер.
Виступав, зокрема, за клуби «Мільйонаріос» та «Індепендьєнте Медельїн», а також національну збірну Колумбії.

## Клубна кар'єра
Батько Ефраїна, Аугусто Сіндьє, народився на Кюрасао і займався торгівлею продуктами в Барранкільї. Оскільки майже ніхто не міг правильно вимовити його прізвище голландського походження (нід. Cjndje), він змінив її на фонетично близьку, Санчес.
У віці 14 років, після закінчення початкової школи в Барранкільї, Ефраїн почав регулярно займатися футболом. У 1943 році він почав грати за команду «Мільйонаріос», на той момент клуб ще офіційно не був заснований, ігри носили нерегулярний характер. Наступного року футболіст Северіано Луго запросив його в команду «Кальдас». У 1945 році травма коліна вивела Санчеса з ладу на вісім місяців. Він думав про те, щоб кинути футбол, але Северіано переконав його залишитися: це не буде перша і остання травма в твоєму житті, якщо ти плануєш присвятити себе цьому, ти повинен терпіти.
У 1946 році він перейшов в клуб «Ла-Фортуна», і звідти Хосе Арана Крус викликав його в збірну Колумбії, яка проводила матчі в Центральній Америці і Карибському басейні. У 1947 році він був викликаний на чемпіонат Південної Америки в Еквадорі, де Колумбія посіла останнє місце в турнірній таблиці. Проте, на нього звернув увагу аргентинський «Сан-Лоренсо», куди його порекомендував Рене Понтоні. Він став другим колумбійським гравцем, який покинув країну, після Роберто Мелендеса, який провів один сезон на Кубі.
Кайман дебютував у професійному футболі за «Сан-Лоренсо» 25 квітня 1948 року в грі проти «Хімнасії і Есгріми», його команда перемогла з рахунком 2:5. Своє прізвисько «Кайман» він отримав завдяки композиції Хосе Марії Пеньяранди «людина-кайман». Коли Санчес прибув до Буенос-Айреса, його запитали в першому інтерв'ю для газети, де він народився. Він відповів: «Я народився 27 лютого 1926 року в Барранкільї». Журналіст перепитав, чи не це батьківщина Пеньяндри (сам музикант також носив прізвисько «Кайман»). Потім журналіст написав: «Кайман відправив його нам з Баранкільї, це Ефраїн Санчес…».
Він пробув два роки в Буенос-Айресі, після чого повернувся на батьківщину. Після повернення до Колумбії він став гравцем «Америка де Калі», дебютував 25 вересня 1949 року в матчі проти «Індепендьєнте Медельїн», його команда виграла з рахунком 4:1.
Наступного року він відправився в «Депортіво Калі», де не зміг показати хорошу гру. Потім він повернувся в рідне місто, ставши гравцем клубу «Атлетіко Хуніор». У сезоні 1953/54 він приєднався до «Санта-Фе». Потім настав пік його колумбійської кар'єри, коли він приєднався до «Індепендьєнте Медельїна», з яким виграв чемпіонські титули 1955 і 1957 років.
У 1958 році він знову покинув країну, щоб приєднатися до мексиканського «Атласа», де грав протягом двох років. Він повернувся в Медельїн в 1960 році і став виступати у складі «Індепендьєнте Медельїн», де грав до 1963 року.

## Виступи за збірну
2 грудня 1947 року дебютував в офіційних матчах у складі національної збірної Колумбії в грі чемпіонату Південної Америки 1947 року в Еквадорі проти Уругваю (0:2). Загалом зіграв на турнірі в усіх 7 іграх і пропустив 17 голів, а команда посіла останнє місце. Згодом виступав на чемпіонатах Південної Америки 1949 року у Бразилії та 1957 року у Перу.
1961 року Адольфо Педернера викликав Санчеса для участі у відбірковому турнірі чемпіонату світу 1962 року на матч з Перу. У підсумку Колумбія вперше класифікувалася у фінальну частину чемпіонату світу. Участь у чемпіонаті світу обіцяла гравцям великі призові. Для підготовки були організовані товариські матчі проти Мексики, Коста-Рики, а також бразильських команд «Бангу», «Ферровіаріо» і «Сантоса». На мундіалі команда програла Уругваю з рахунком 2:1, розійшлася нічиєю з СРСР 4:4 і розгромно програла Югославії 5:0. У підсумку з одним очком Колумбія покинула турнір, а матч з югославами 7 червня 1962 року, в якому Ефраїн пропустив 5 голів, став для нього останнім за збірну.
Загалом протягом кар'єри у національній команді, яка тривала 16 років, провів у її формі 30 матчів.

## Кар'єра тренера
У 1963 році травма коліна змусила його практично повністю припинити виступи і Санчес був тренером «Індепендьєнте Медельїна» до кінця того ж 1963 року.
У січні 1964 року разом з Антоніо Хуліо де ла Хосом він керував молодіжною збірною Колумбії, яка приймала чемпіонат Південної Америки U-20. Команда посіла друге місце на турнірі, поступившись лише Уругваю. Фінальний матч був затьмарений арбітражем парагвайця Переса Осоріо, який не зарахував чистий гол Ернандо Піньєроса, завдяки якому колумбійська команда могла б виграти титул.
Після молодіжного чемпіонату він як гравець перейшов в «Мільйонаріос», де провів хороший сезон. Через хворобу бразильського тренера Жуана Авеліно «Кайман» взяв на себе керівництво клубом, ставши граючим тренером. У підсумку він завоював титул чемпіона 1964 року.
Згодом він тренував «Депортес Кіндіо» і «Атлетіко Хуніор». У 1974 році він керував молодіжною збірною Колумбії на молодіжному кубку Америки в Чилі. Потім він очолив основну збірну Колумбії і дійшов до фіналу Кубка Америки 1975 року, де поступився Перу.
1977 року Санчес тренував венесуельський «Естудіантес де Меріда», після чого повернувся на батьківщину, де вдруге очолив «Індепендьєнте Медельїн».
У 1983–1984 роках він знову був тренером збірної Колумбії і керував нею на Кубку Америки 1983 року, втім цього разу колумбійцям не вдалося подолати груповий етап.
Останнім місцем тренерської роботи був клуб «Атлетіко Хуніор», головним тренером команди якого Ефраїн Санчес був з 1986 по 1987 рік.
Також він працював спортивним коментатором. Він брав участь у навчальних програмах Колумбійської федерації футболу.

## Смерть
За кілька днів до смерті Санчес впав у своєму будинку. Після отримання медичної допомоги він повернувся до себе додому. 16 січня 2020 року Санчес помер в очікуванні прибуття медичної допомоги в своєму будинку в Боготі у віці 93 років в результаті зупинки серця.

## Титули і досягнення

### Як гравця
- Чемпіон Колумбії (2): 1955, 1957

### Як тренера
- Чемпіон Колумбії (1): 1964
- Срібний призер Кубка Америки: 1975